# 赤腹鹰
赤腹鹰（学名：Accipiter soloensis）为鹰科鹰属的猛禽。成鸟背部为灰色，胸口有紫红色或橙红色的斑块，翅膀内侧为浅色，末端为深色。亚成鸟背部为深褐色，腹部和胸部均有斑纹。该鸟为候鸟，于华东、俄罗斯和韩国等地繁殖，在东南亚和华南越冬，在迁徙途中会形成庞大的鸟群。赤腹鹰一般在落叶树上筑巢，一窝育有3—4枚卵。该鸟主要以蜥蜴和两栖类为食，亦会捕食其他小动物。目前赤腹鹰种群庞大，IUCN将其评为无危。

## 种系关系

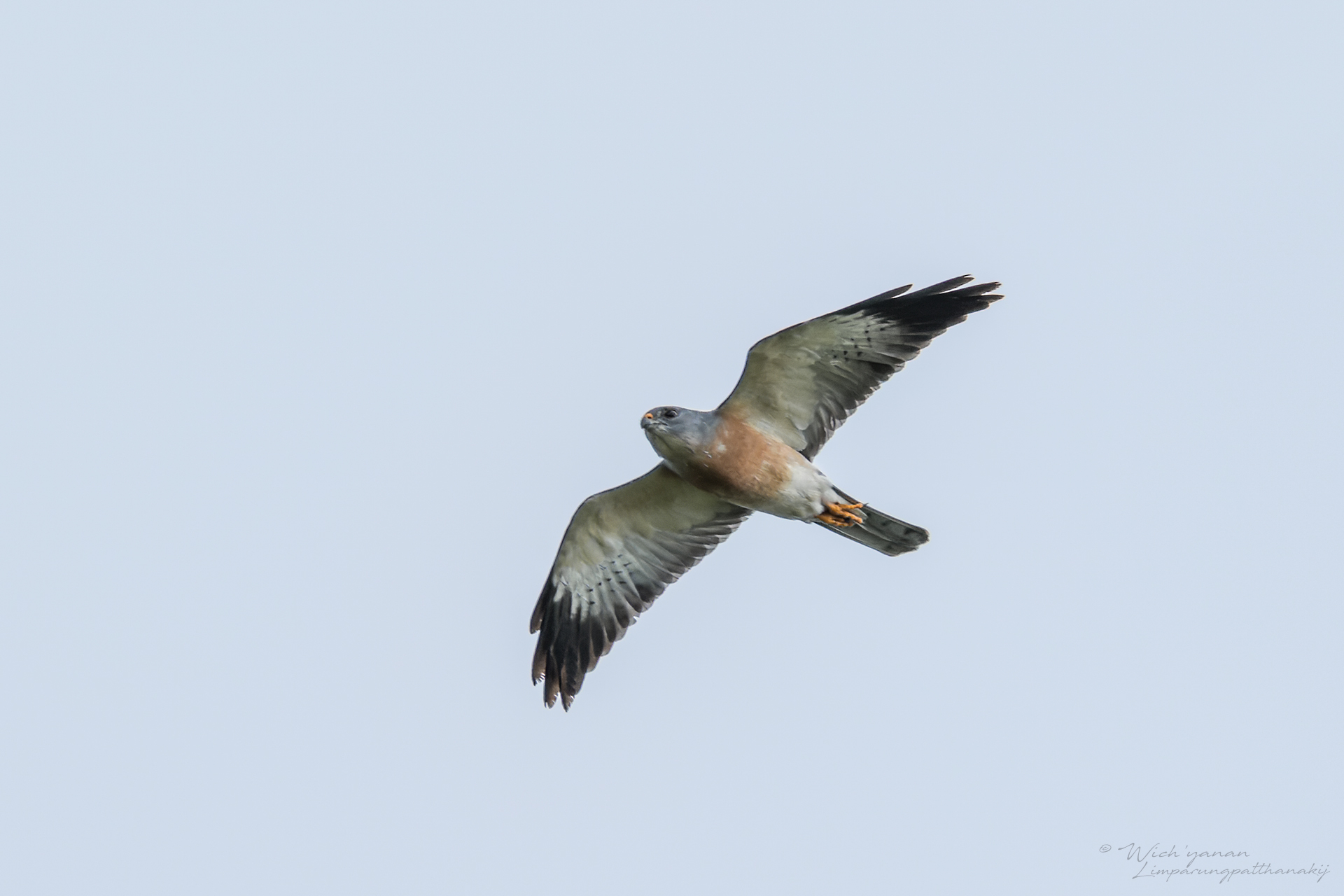
Accipiter_soloensis_237882737

DNA测序结果表明赤腹鹰与马岛鹰关系密切，二者可形成一个演化支。

## 外貌描述
与其他猛禽相比，赤腹鹰大小中等，两性异形现象不明显。雄性体长25—28厘米，翼展52—56厘米，重106—138克；雌性则体长27—30厘米，翼展55—62厘米，重125—150克。雄性赤腹鹰翅膀内侧为白色，翅膀末端可见黑色斑块；雌性则为奶油色，翅膀末端的斑块为褐色。雄性胸口有紫红色斑块，雌性的则是橙红色。该鸟尾部有4—6道狭窄的黑斑。赤腹鹰鸟喙为深灰色，末端有明黄色的蜡制凸起。成年个体背部为深灰色，腹部几乎无图案；亚成鸟外貌与日本松雀鹰相似，背部为深褐色，腹部有少量斑纹，胸部有斑驳的红色条纹。成年雄性瞳孔为黑色、深红色或深褐色，雌性与亚成年雄性则是黄色。

## 物种分布
赤腹鹰为候鸟，夏季在俄罗斯远东地区南部、朝鲜半岛、华中和华东繁殖，至冬季则群飞往台湾、东南亚、华南与新几内亚等热带地区越冬。

## 生态与习性

### 栖息地
赤腹鹰常栖息于稻田或沼泽附近的树林中，海拔一般低于900米。

### 食性
赤腹鹰为捕食青蛙与蜥蜴的特化种，有时也会捕食水生昆虫与雀鸟。其多自栖木上俯冲捕猎，亦可自树丛中伏击猎物。

### 繁殖
赤腹鹰在每年四月左右抵达繁殖地，随即便会建立自己的领域。一对赤腹鹰配偶常会于清晨在其领域上盘旋或长啸以表明其领域。其鸟巢多位于栗树或枫杨等大型落叶树上。配偶一般会在五月中旬开始筑巢，于大约两周后完工，其筑巢工作多在上午进行。赤腹鹰一窝一般有3—4枚卵，但雌鸟并不会同时产下所有卵，而是会隔天产卵。虽然双方亲鸟均会参与孵化，但雌鸟参与孵卵的时间远大于雄鸟。幼鸟一般在20日龄时离巢，并会在父母的领域内逗留17—18天。雌鸟一般在幼鸟离巢后数日便离开领域，而雄鸟则相对而言会逗留更长的时间，有时可持续至迁徙为止。黑鸢、松鸦与蛇类等动物会捕食巢中的赤腹鹰雏鸟，系其夭折的最主要原因。

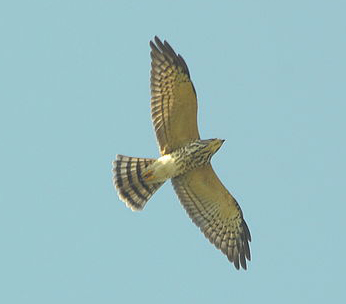
亞成鳥飞行照，摄于印度尼西亚北苏拉威西

### 迁徙
赤腹鹰会成群迁徙，可形成上千只的大群，有时会与日本松雀鹰、灰面鵟鹰等其他猛禽形成混群。视繁殖地不同，该鸟主要有两条迁徙路径：
- 在朝鲜半岛与俄罗斯的赤腹鹰种群多沿日本的本州岛、九州岛、琉球群岛至台湾，再进一步南下至菲律宾或苏拉威西等地越冬[7]
- 中国大陆的种群则向西南飞行，经广西与中南半岛前往越冬地，最远可抵大巽他群岛[10]

赤腹鹰一般在迁徙途中会停歇1—3次，每次持续数日，以补给能量。该鸟在海上的飞行速度快于在陆地上，有推测认为这是由于赤腹鹰不擅在夜间飞行，因此会尽量在日落前找到一处可供歇脚的陆地。另一种可能则是由于陆地的上升气流更为强烈，其飞过陆地时耗能较少，故其会尽量减少在海洋上的飞行时间以节省能量。其飞行高度最高为1800米。

## 种群现状
目前赤腹鹰种群非常庞大。垦丁的雷达站曾在5日内测得逾10万只迁徙过境的赤腹鹰，对巴厘岛种群的统计则估计每年有约8万4千只赤腹鹰在此地越冬，在东印度尼西亚的越冬总数则约为35万只。IUCN估计全球现有40—100万只赤腹鹰，其中27—67万只为成年个体。虽其种群略有下降，但整体而言由于种群数量极大且分布广泛，无灭绝之虞，故IUCN将其评为“无危”。